# اسپیریت او مانیل ایرلاینز
اسپیریت او مانیل ایرلاینز (به انگلیسی: Spirit of Manila Airlines) یک شرکت هواپیمایی با کد یاتا SM است که در سال ۲۰۰۸ میلادی تأسیس شده و دفتر مرکزی آن در کشور فیلیپین واقع شده‌است و به ۶ مقصد، پرواز مستقیم انجام می‌دهد.

## مقصدهای پروازی
- فیلیپین
  - Angeles City - فرودگاه بین‌المللی کلارک قطب اصلی
  - Kalibo - فرودگاه بین‌المللی کالیبو
  - مانیل - فرودگاه بین‌المللی نینوی آکوئینو
- تایوان
  - تایپه - فرودگاه بین‌المللی تائویوان تایوان
- پالائو
  - کورور - فرودگاه بین‌المللی رومن ت‌متچول
- ماکائو
  - ماکائو - فرودگاه بین‌المللی ماکائو